# Dysimia muiri
Dysimia muiri är en insektsart som först beskrevs av Broomfield 1985.  Dysimia muiri ingår i släktet Dysimia och familjen Derbidae. Inga underarter finns listade i Catalogue of Life.